# Kutaissi

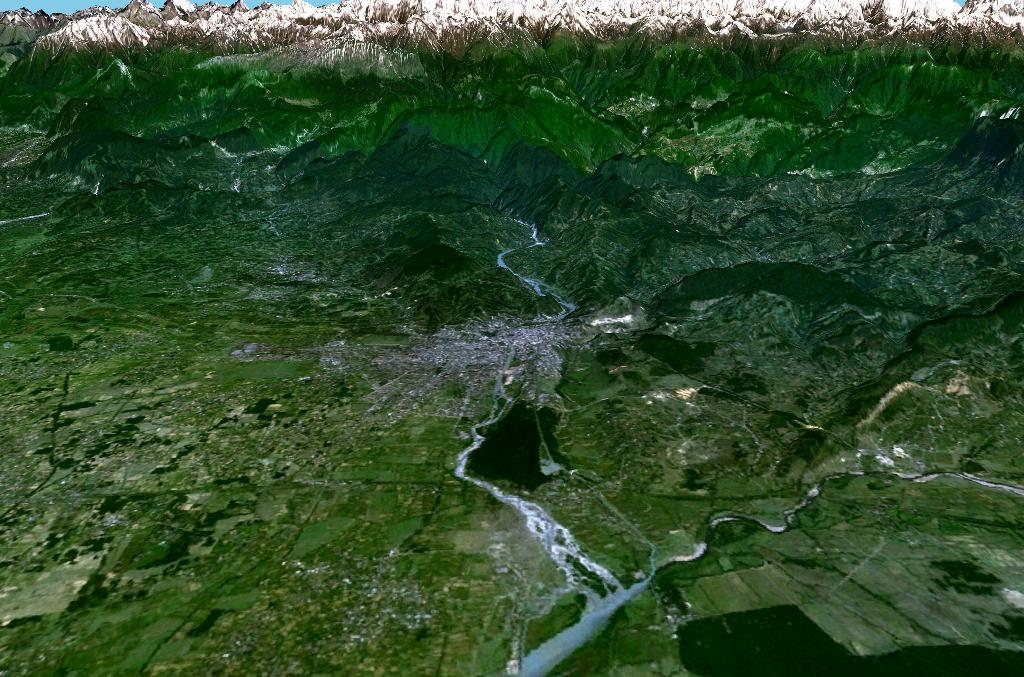
Kutaissi am Rioni, Satellitenaufnahme

Kutaissi (georgisch ქუთაისი) ist die drittgrößte Stadt Georgiens und Hauptstadt der Region Imeretien.

## Geografie
Die drittgrößte Stadt Georgiens (nach Tiflis und Batumi) hat 134.400 Einwohner (Stand: 2021) und dehnt sich über 60 km² aus. Sie liegt in der Kolchischen Tiefebene am Ufer des Rioni und ist das wirtschaftliche, industrielle und kulturelle Zentrum West-Georgiens.

## Geschichte

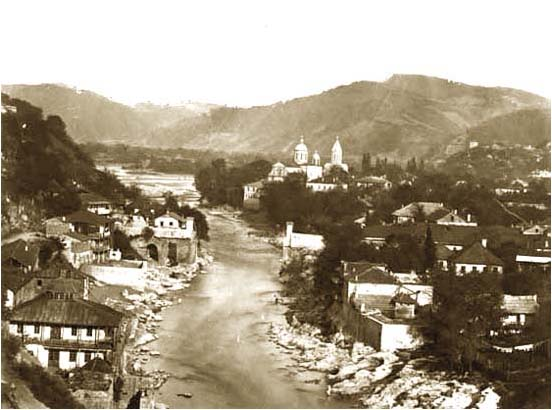
Kutaissi, Ende des 19. Jahrhunderts

Im 8. Jahrhundert v. Chr. war Kutaia die Hauptstadt der Kolchis. Der Name der Stadt entstammt dem altgeorgischen Wort kuata und bedeutet „steinig“. Im 3. Jahrhundert v. Chr. wurde die Stadt im Epos Argonautika von Apollonios von Rhodos erwähnt. Hier soll Iason das Goldene Vlies geraubt haben.
792 machte der abchasische König Leon sie zu seiner Residenz. Vom 10. Jahrhundert bis 1122 war Kutaissi die Residenz der georgischen Könige. Im 13., 15. und 16. Jahrhundert war Kutaissi die Hauptstadt des westgeorgischen Königreichs Imeretien. 1666 wurde Kutaissi von den Osmanen erobert. 1769 vertrieben russische Truppen unter General Tottleben sie aus der Stadt. 1810 wurde Kutaissi (russisch Кутаиси) durch Russland annektiert, 1811 Hauptstadt der Oblast Imeretien und 1846 des Gouvernement Kutaissi.
1877 erhielt die Stadt mit einer 8 km langen Stichstrecke vom Abzweigbahnhof Rioni an der Bahnstrecke Tiflis–Poti einen Eisenbahnanschluss. In den georgischen Gründerjahren 1880 bis 1900 wuchs die Einwohnerzahl Kutaissis auf 32.500. Der Herzog von Oldenburg, ein Verwandter des russischen Zaren, errichtete eine Sekt- und Branntweinfabrik, der russische Unternehmer Iwanowski eine Saftkelterei und Mineralwasserproduktion. 1883 lebten 13.000 Einwohner vom Handel.
1921 war Kutaissi für 14 Tage Sitz der menschewistischen Regierung der Demokratischen Republik Georgien, die von der Roten Armee aus Tiflis vertrieben worden war. Am 10. März 1921 wurde auch Kutaissi von der Roten Armee besetzt.
Von 2012 bis 2019 war Kutaissi Sitz der georgischen Legislative, also des Parlaments.

## Wirtschaft, Kultur und Wissenschaft
Größte Arbeitgeber der Stadt sind die Akaki Zereteli Universität und die Nikolos Muschelischwili Technische Universität, die Georgische Akademie der Wissenschaften, die nahegelegene Wasserkraftwerkskaskade Warziche sowie Auto-, Traktor-, Flugzeug- und Chemiefabriken. 1951 wurde das Kutaissier Automobilwerk (KAS) gegründet. Es produzierte bis zum Ende der Sowjetunion Lastkraftwagen.
Kutaissi verfügt über fünf Theater, darunter ein dramatisches, ein komödiantisches und ein Maskentheater, ein Opernhaus und eine Musikhochschule.
Das 1830 gegründete Georgische Gymnasium Kutaissi (heute Akaki Zereteli Klassisches Gymnasium) brachte Persönlichkeiten von Weltruf wie den Linguisten Nikolai Marr, den Psychologen Dimitri Usnadse, die Dichter Wladimir Majakowski und Grigol Robakidse sowie Georgiens Parlamentspräsidentin Nino Burdschanadse und den Geschäftsmann Shalva Tschigirinsky hervor.

## Verkehr
Kutaissi liegt an zwei Eisenbahnstrecken, die beide von der Strecke Poti–Baku abzweigen, der Bahnstrecke Rioni–Tqibuli und der Bahnstrecke Brozeula–Zqaltubo. An ersterer liegt der Bahnhof Kutaissi Tschawtschawadsis Kutscha, ein Kopfbahnhof, im Fahrplan auch als „Kutaissi 1“ bezeichnet. An der zweiten Strecke liegt der Bahnhof „Kutaissi 2“. Der Personenverkehr wird (Stand 2023) ausschließlich über den Bahnhof „Kutaissi 1“ abgewickelt.
2008 wurde 14 Kilometer westlich von Kutaissi der Flughafen Kopitnari eröffnet.

## Sehenswürdigkeiten

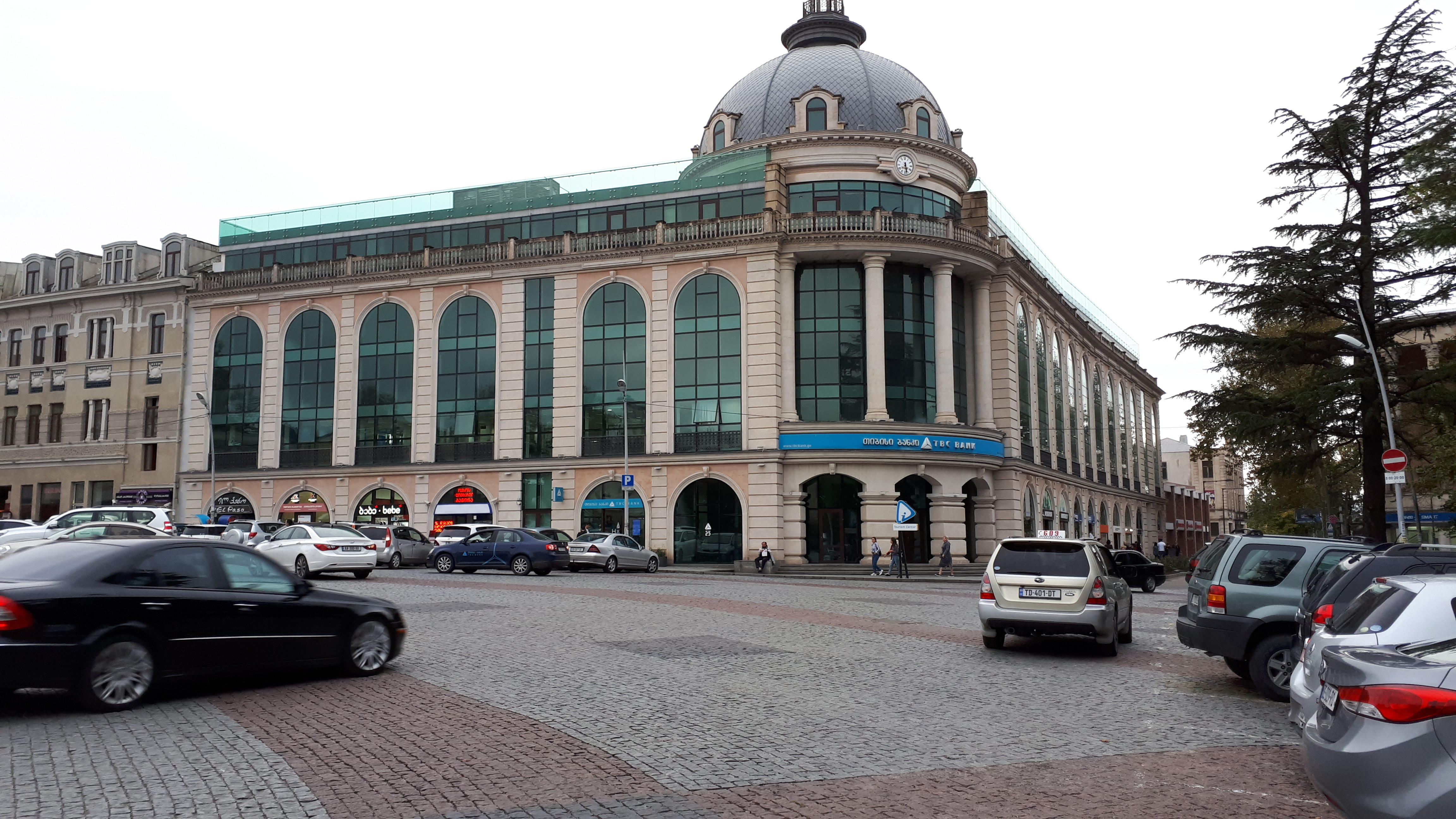
Zentrum von Kutaissi mit Hauptsitz der TBC Bank

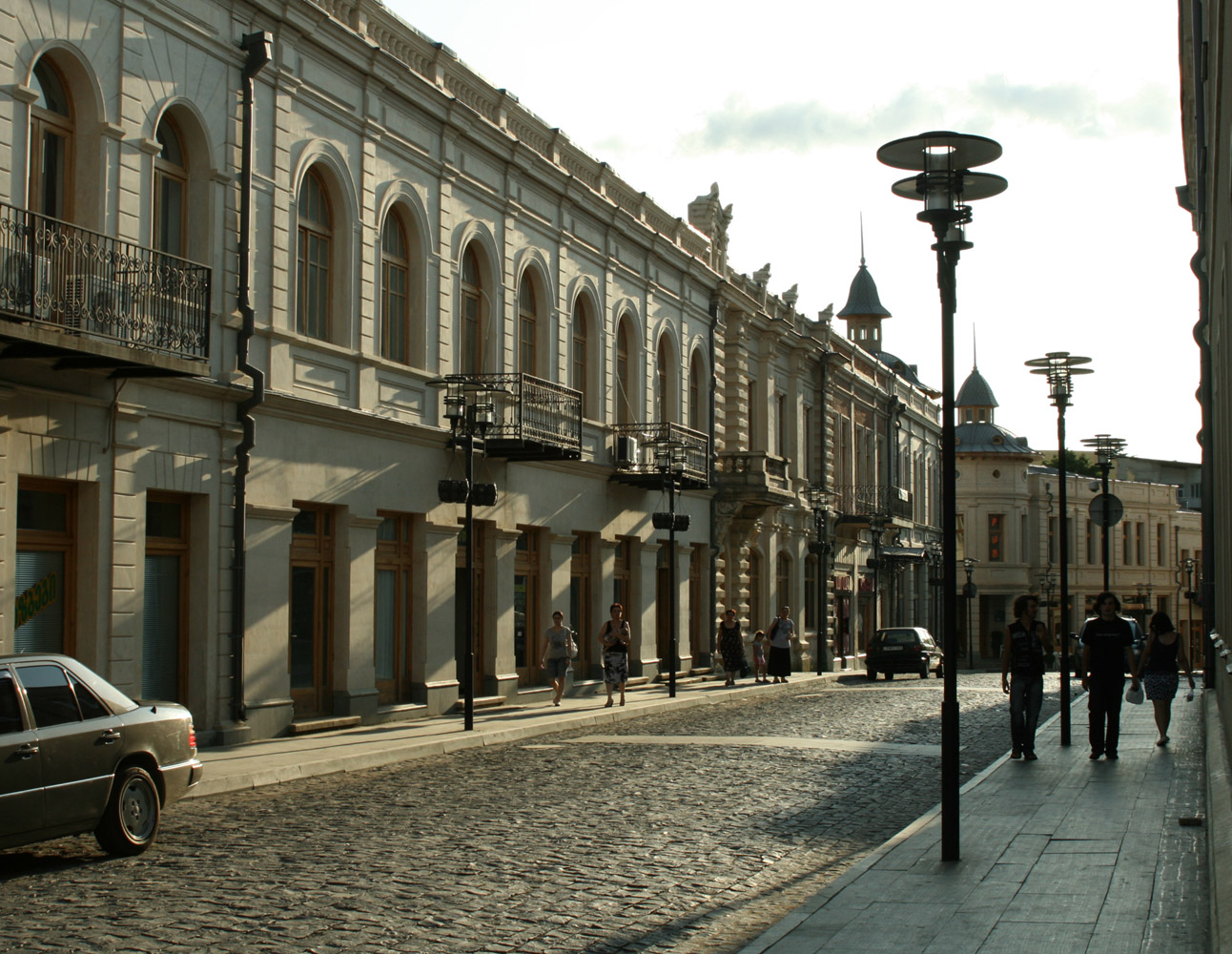
Renovierte Altstadtstraße im Stadtzentrum

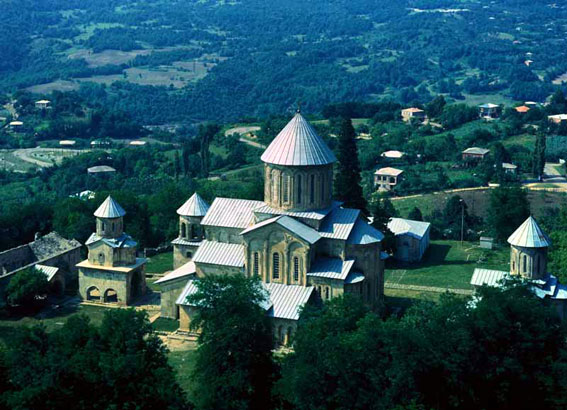
Klosteranlage Gelati

Das mittelalterliche Stadtbild ist noch heute sichtbar. Zu den Sehenswürdigkeiten zählt die Bagrati-Kathedrale, 1003 vom georgischen König Bagrat III. erbaut und vom türkischen Sultan 1696 gesprengt. Die Kathedrale wurde mittlerweile vollständig rekonstruiert, weshalb ihre Eintragung in der UNESCO-Welterbeliste inzwischen wieder gelöscht wurde. Nahe der Kirche liegen die Ruinen der Stadtfestung und des Königspalastes. Nach wie vor zum UNESCO-Weltkulturerbe gehört die Klosteranlage Gelati unweit der Stadt.
Mangels staatlicher Mittel sind verschiedene historische Sehenswürdigkeiten Kutaissis baufällig. Die im 18. Jahrhundert erbaute Weiße Brücke über den Rioni-Fluss musste im Juni 2004 wegen Einsturzgefahr für Fahrzeuge geschlossen werden.
In der Umgebung der Stadt liegen der Naturpark Sataplia sowie die Ruinen mehrerer alter Festungen, darunter der Festen Tamar und Warziche (dt. Rosenburg).
Die Georgier nennen Kutaissi auch die Stadt der Rosen und des Mai.
Siehe auch: Synagoge (Kutaissi)

## Kriegerdenkmal

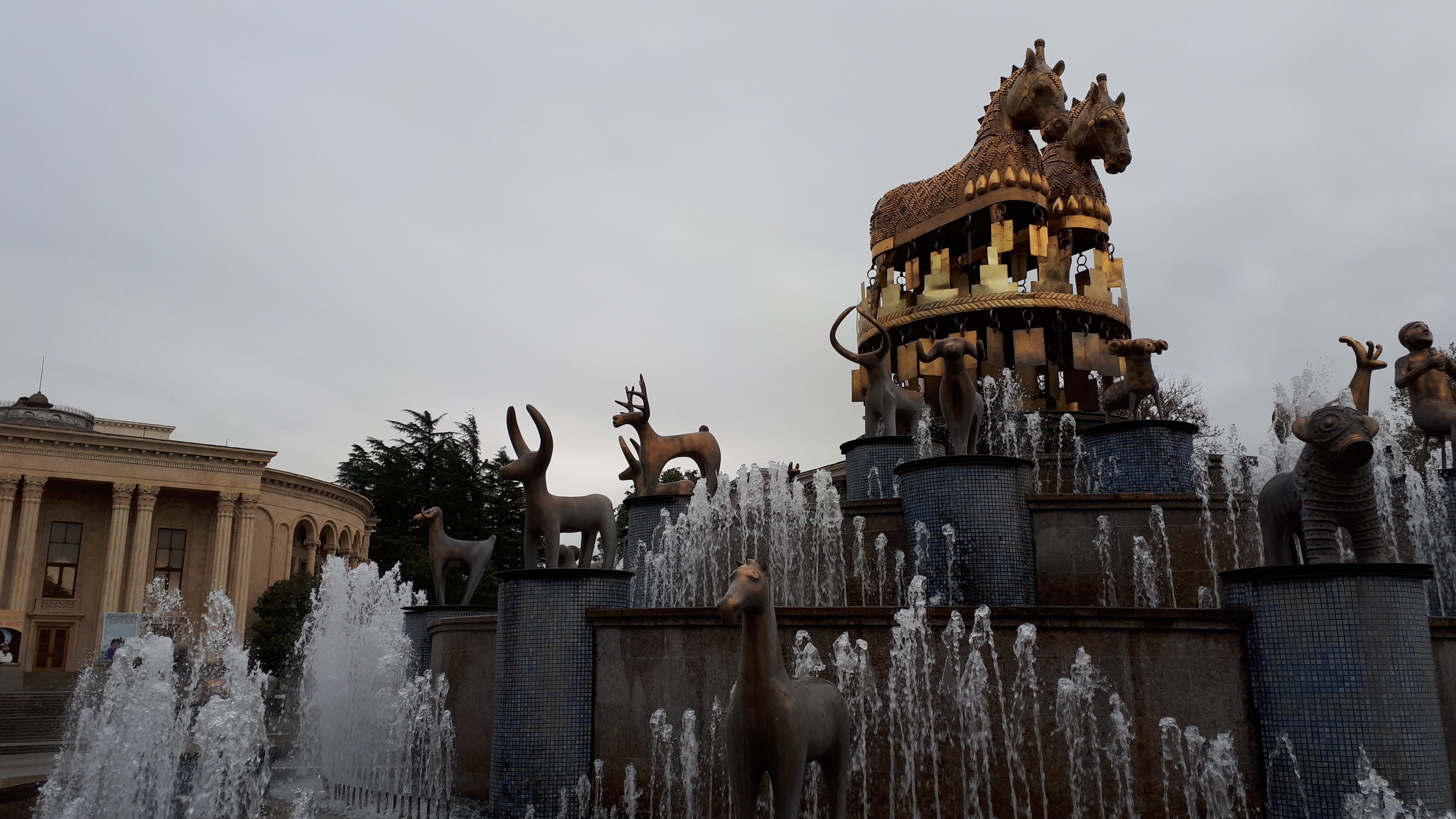
Das neue Wahrzeichen von Kutaissi: Kolchis-Brunnen im Stadtzentrum, erbaut im Jahr 2011.

In Kutaissi stand bis Dezember 2009 ein Denkmal zur Erinnerung an die im Zweiten Weltkrieg über 200.000 gefallenen Soldaten Georgiens. Dieses Bauwerk bestand aus einem 46 Meter hohen Hauptblock aus Stahlbeton, der einen überdimensionierten Torbogen symbolisierte. In seinem tympanonartigen Feld war ein überdimensionales Flachrelief aus Bronze mit figuralen Szenen angeordnet. Darüber lag eine horizontal verlaufende Bogengalerie, die über eine Treppe erreichbar war und als Aussichtspunkt diente. Am oberen gewölbten Abschluss befand sich eine Gruppe aus vereinzelten Bronzefiguren. Eine einzeln angeordnete Reiterstatue aus Bronze wurde abtransportiert und unweit vom alten Standort aufgestellt. Das Ensemble war ein Werk des georgischen Bildhauers Merab Berdsenischwili.

Das Monument wurde am 19. Dezember 2009 gesprengt. Dabei kamen eine Frau und ihr Kind durch über 200 Meter weit geschleuderten Fragmente ums Leben. Im Vorfeld hatte es zwischen Georgien und Russland einen Austausch diplomatischer Protestnoten gegeben, weil der Umgang mit dem Denkmal strittig war und in der Öffentlichkeit beider Länder geführt wurde. Eine Wiedererrichtung in Moskau wurde ebenso öffentlich diskutiert. Auf der freigewordenen Fläche wurde 2012 das neue nationale Parlamentsgebäude Georgiens errichtet.

## Städtepartnerschaften
Kutaissi unterhält mit folgenden Städten eine Städtepartnerschaft:
| Stadt        | Land                   | seit |
| ------------ | ---------------------- | ---- |
| Askalon      | Israel                 | 1987 |
| Bayonne      | Frankreich             |      |
| Charkiw      | Ukraine                | 2005 |
| Columbia     | Vereinigte Staaten     | 1997 |
| Dnipro       | Ukraine                | 2007 |
| Donezk       | Ukraine                |      |
| Gəncə        | Aserbaidschan          | 1996 |
| Gjumri       | Armenien               |      |
| Homel        | Belarus                | 2016 |
| Karşıyaka    | Türkei                 | 2011 |
| Kaunas       | Litauen                |      |
| Laiwu, Jinan | Volksrepublik China    | 2015 |
| Lwiw         | Ukraine                | 2002 |
| Lyon         | Frankreich             |      |
| Maribor      | Slowenien              | 2016 |
| Mykolajiw    | Ukraine                | 2012 |
| Nanchang     | Volksrepublik China    | 2015 |
| Newport      | Vereinigtes Königreich | 1989 |
| Nikea        | Griechenland           | 1985 |
| Plowdiw      | Bulgarien              |      |
| Posen        | Polen                  | 2009 |
| Rascht       | Iran                   |      |
| Samsun       | Türkei                 |      |
| Schytomyr    | Ukraine                | 2018 |
| Sumy         | Ukraine                | 2018 |
| Szombathely  | Ungarn                 | 2015 |
| Tartu        | Estland                | 2017 |
| Tianjin      | Volksrepublik China    |      |
| Tula         | Russland               |      |
| Ungheni      | Moldau                 | 2015 |
| Valka        | Lettland               | 2016 |
| Vitoria      | Spanien                |      |

## Söhne und Töchter der Stadt
- Georgi Sdanowitsch (1854 oder 1855–1917), Publizist, Kritiker, Politiker und öffentlicher Aktivist
- Nikolai Marr (1865–1934), georgisch-russischer Sprachwissenschaftler und Orientalist
- Sakaria Paliaschwili (1871–1933), Komponist
- Anastassija Dawydowna Wirsaladse (1883–1968), Pianistin und Klavierpädagogin
- Władysław Raczkiewicz (1885–1947), polnischer Politiker, Staatspräsident
- Dimitri Usnadse (1886–1950), Psychologe und Universitätsgründer
- Ketewan Magalaschwili (1894–1973), georgisch-sowjetische Porträtmalerin
- Bessarion Lominadse (1897–1935), KP-Chef Transkaukasiens und Stalin-Opfer
- Joseph Orbeli (1887–1961), armenischer Orientalist
- Stepan Alawerdjan (1888–1920), KP-Funktionär
- Weriko Andschaparidse (1897–1987), Theaterschauspielerin
- Wiktor Michailow (1901–1990), Bauingenieur und Hochschullehrer
- Wassil Mschawanadse (1902–1988), KP-Chef Georgiens
- Schalwa Tschikladse (1912–1997), Ringer
- Tengis Abuladse (1924–1994), Filmregisseur
- Dodo Tschitschinadse (1924–2009), Schauspielerin
- Rewas Gamqrelidse (1927–2025), Mathematiker
- Tamas Gamqrelidse (1929–2021), Linguist
- Rewas Gabriadse (1936–2021), Theater- und Filmregisseur, Drehbuchautor und Künstler
- Omar Pchakadse (1944–1993), Bahnradsportler
- Leonid Lakerbaja (* 1947), abchasischer Politiker
- Sergei Schwezow (* 1960), sowjetischer Fußballspieler
- Maia Tschiburdanidse (* 1961), Schachspielerin
- Nino Burdschanadse (* 1964), Politikerin, Parlamentspräsidentin
- Gogi Koguaschwili (* 1969), sowjetisch-russischer Ringer
- Dawit Chachaleischwili (1971–2021), Judoka
- Micheil Aschwetia (* 1977), Fußballspieler
- Avtandil Khurtsidze (* 1979), Boxer
- Malchas Assatiani (* 1981), Fußballspieler
- Katie Melua (* 1984), Singer-Songwriterin
- Koba Pchakadse (* 1984), Boxsportler
- Nana Dsagnidse (* 1987), Schachspielerin
- Nukri Rewischwili (* 1987), Fußballtorhüter
- Rauli Tsirekidze (* 1987), Gewichtheber
- Gia Grigalawa (* 1989), georgisch-russischer Fußballspieler
- Budu Siwsiwadse (* 1994), Fußballspieler
- Lewan Charabadse (* 2000), Fußballspieler
- Giorgi Gotscholeischwili (* 2001), Fußballspieler

## Ehrenbürger
- Hermann Wedekind (1910–1998), Heldentenor, Schauspieler und Regisseur